# Harpachylus
Harpachylus is een geslacht van hooiwagens uit de familie Gonyleptidae.
De wetenschappelijke naam Harpachylus is voor het eerst geldig gepubliceerd door Roewer in 1943. 

## Soorten
Harpachylus is monotypisch en omvat slechts de volgende soort:
- Harpachylus tibialis